# Laura Martinozzi
Laura Martinozzi (Fano, 27 de maio de 1639 – Roma, 19 de julho de 1687) foi a esposa de Afonso IV e Duquesa Consorte de Módena e Régio e, após a morte do marido, Regente em nome de seu filho Francisco II.
Sobrinha do Cardeal Jules Mazarin, Primeiro-Ministro da França, foi criada na corte francesa com as demais sobrinhas do cardeal, conhecidas como Mazarinettes.

## Biografia

### Família e primeiros anos
Nascida em Fano a 22 de abril de 1639, Laura Martinozzi era filha do Conde Jerônimo Martinozzi e Laura Mazzarini. Laura passou a infância em Roma, onde seu pai serviu como prefeito do palácio da Cúria Papal. Em 1653, mudou-se para Paris para viver com seu tio materno, o Cardeal Jules Mazarin.
O Cardeal Mazarin pensou em casar sua sobrinha com o Duque de Saboia, mas depois começou a planejar o casamento dela com o herdeiro do Duque Francisco I de Módena. Seria uma dupla união, com o rei Luís XIV da França também casando-se com a princesa Isabel de Módena, afim de fortalecer a relação aliada entre Paris e Módena. No entanto, este último projeto matrimonial não tomou lugar devido à posição de Mazarin em relação ao terceiro casamento de Francisco I com Lucrécia Barberini, sobrinha-neta do Papa Urbano VIII, inimigo político de Mazarin.

### Casamento
No final de abril de 1655, Paris e Módena concordaram com o casamento entre o príncipe herdeiro e Laura. As partes trocaram cláusulas do contrato de casamento, uma das quais indicava o dote da noiva de 90.000 libras. No final de maio, o noivado aconteceu e um contrato de casamento foi assinado. Finalmente, a 30 de maio de 1655, foi celebrado um casamento por procuração, no qual o noivo foi representado pelo Conde de Soissons. As celebrações do casamento duraram duas semanas. A 13 de junho de 1655, Laura deixou Paris e a 16 de julho chegou em Módena. No dia de sua chegada, foi realizada uma apresentação em sua homenagem no teatro ducal.
O casal teve três filhos: Seu primogênito, Francisco, morreu na infância. A segunda filha, Maria, nasceu prematuramente, mas sobreviveu; em 1673, casou-se com o Duque de Iorque, futuro rei Jaime II da Inglaterra. O filho mais novo, Francisco, nasceu após a morte de seu avô, de quem recebeu seu nome. Após a morte de Francisco I, o marido de Laura tornou-se o novo Duque de Módena sob o nome de Afonso IV, e com o posto de generalíssimo liderou o exército do reino francês em terras italianas. Em março de 1661, o Cardeal Mazarin morreu, deixando-lhe uma renda anual de 40.000 libras, bem como um capital de 150.000 libras e 40.000 libras em joias e móveis.

### Regência

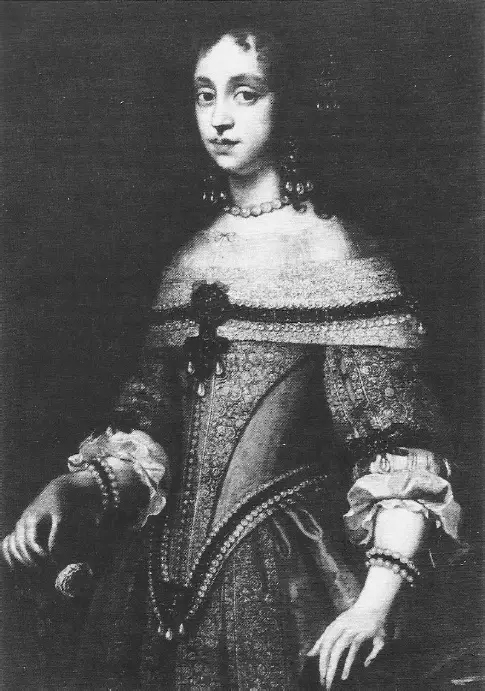
Laura Martinozzi

A 16 de julho de 1662, o Duque Afonso IV morreu, deixando Laura viúva com dois filhos pequenos. Após a morte de seu marido, a Duquesa viúva foi nomeada Regente de seu filho de dois anos, que sucedeu o ducado sob o nome de Francisco II. Um ano antes, o marido tinha feito de Laura a proprietária da Signoria de Gualtieri, um feudo vassalo dos Duques de Módena.
Segundo os historiadores, a Duquesa viúva era uma governante razoável. Ela tinha um caráter forte e obstinado, que demonstrou não só no combate ao crime nas posses de seu filho, mas também em relação à nobreza local, cujos representantes tentaram aproveitar a infância do duque em seu próprio interesse.
Depois de se tornar Regente, Laura trouxe para seu conselho ministros que se mostraram eficazes e dedicados à Casa d'Este. O Conde Girolamo Graziani, o jurista Bartolomeo Gatti, o Cardeal Reinaldo d'Este, o Marquês Cesare Ignazio d'Este e oA confessor de Laura, o jesuíta Andrea Garimberti, ajudaram-na a governar o ducado. Através dos esforços deste último, muitos cargos no ducado foram recebidos pelos clérigos. Com o tempo, ela conseguiu melhorar a situação econômica do ducado, reduzindo o custo de manutenção da corte. Ao mesmo tempo, gastou muito dinheiro na reparação do palácio ducal e na construção do convento dos visitantes em Módena, bem como na reconstrução da Igreja de Santo Agostinho. Os projetos de construção de Laura foram supervisionados pelos arquitetos Gaspare Vigarani e Giangiacomo Monti. A 1671, ela permitiu a abertura de um gueto para judeus em Reggio.
A Duquesa viúva tentou seguir uma política externa independente. Mas em 1673, a pedido do rei Luís XIV e a conselho do Papa Clemente X, ela foi forçada a concordar com o casamento de sua filha de quinze anos com o herdeiro do trono inglês, que era adequado para seu pai. Inicialmente, Laura era contra esse casamento, e a própria noiva queria se tornar freira. A cerimônia de casamento ocorreu em Londres a 5 de outubro de 1673. Durante sua ausência, a Duquesa viúva confiou seu filho aos cuidados de ministros e um primo do ramo dos Marqueses de Montecchio. Cesare Ignazio d'Este, aproveitando a situação, conseguiu conquistar o jovem duque e colocá-lo contra sua mãe. Laura retornou a Módena a 5 de março de 1674 e, no dia seguinte, comemorando seu décimo quarto aniversário, Francisco II dissolveu o conselho regencial e assumiu o governo único. A Duquesa viúva não o fez imediatamente, mas mesmo assim se submeteu à pressão de seu filho e abdicou da regência.

### Últimos anos

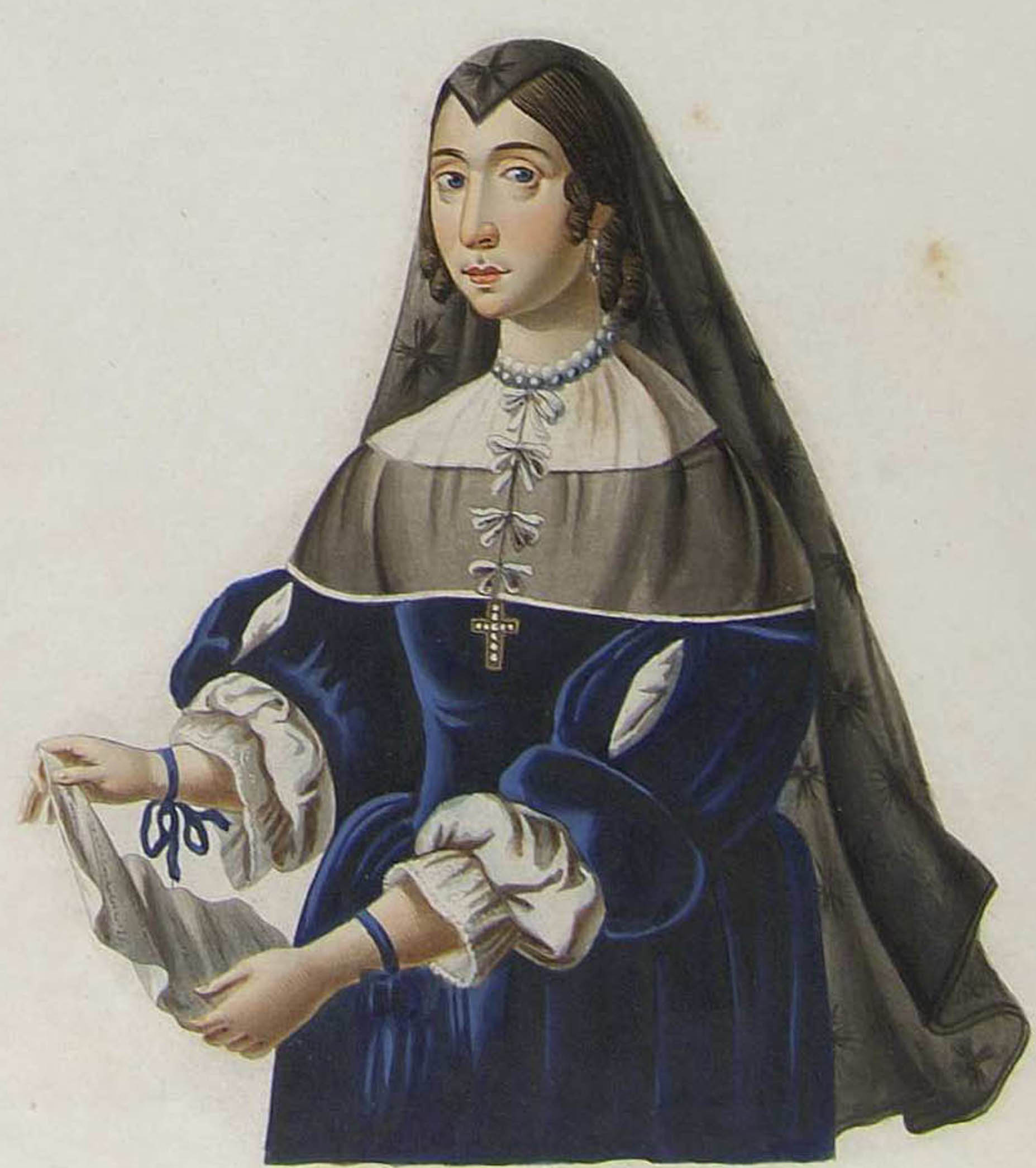
Laura Martinozzi

No final de 1674, Laura deixou Módena, mas no verão de 1675 voltou. A janeiro de 1676 ela se mudou para Roma. O Marquês de Montecchio examinou as cartas da Duquesa viúva ao filho. Cesare Ignazio d'Este convenceu Francisco II a não responder às cartas de sua mãe, que lhe pedia que devolvesse a propriedade legada a ela por seu tio, o Cardeal Mazarin. Através dos esforços de seu primo, o conflito entre o Duque e a Duquesa viúva tornou-se impossível. Laura ficou em Roma até 1679. No mesmo ano, tendo visitado a Signoria Gualtieri, mudou-se para Londres com a filha, de onde chegou via Bruxelas. Nesta cidade, Laura viveu até 1684, tendo visitado brevemente Módena em 1680 e Londres em 1682 e 1684. Em 1684, ela novamente chegou a Roma. Em 1686, seu oponente, Cesare Ignazio d'Este, foi removido da corte em Módena. De novembro de 1686 a fevereiro de 1687, Francisco II visitou sua mãe duas vezes em Roma, cuja saúde havia se deteriorado. As dores de cabeça que atormentavam Laura por vários anos anteriores pioraram. O corpo da Duquesa viúva estava exausto por constantes febres. Ela morreu em Roma a 9 de julho de 1687.
Seguindo o testamento da falecida, foi sepultada no Convento dos visitantes em Módena, junto ao palácio ducal. O mosteiro foi extinto em 1881, e no seu edifício foram instalados quartéis militares. A 1925, os restos mortais de Laura foram transferidos do antigo convento para a Capela da Família d'Este na Igreja de São Vicente em Módena. A Duquesa viúva legou grandes somas de dinheiro aos pobres e aos templos. Quase todas as suas propriedades na Itália foram herdadas pelo filho Francisco II e a filha Maria.

## Descendência
| Nome         | Imagem | Nascimento           | Morte                 | Observações                                                                          |
| ------------ | ------ | -------------------- | --------------------- | ------------------------------------------------------------------------------------ |
| Francisco    |        | 11 de agosto de 1657 | 4 de outubro de 1658  | Príncipe Hereditário; morreu na infância.                                            |
| Maria        |        | 5 de outubro de 1658 | 7 de maio de 1718     | Rainha da Inglaterra; casou-se com Jaime II da Inglaterra em 1673, com descendência. |
| Francisco II |        | 6 de março de 1660   | 6 de setembro de 1694 | Duque de Módena; casou-se com Margarida Maria de Parma em 1692, sem descendência.    |